# Museo aretuseo dei pupi
Il Museo aretuseo dei pupi si trova a Siracusa. Mostra al pubblico materiale artistico-teatrale sulla tradizione dell'opera dei pupi.

## Storia
Il Museo aretuseo dei pupi è il primo museo monotematico sui pupi in Italia. Nasce dalla volontà dell'associazione Vaccaro-Mauceri, la quale ha dato vita oltre al museo anche ad un  "Centro studi sull'opra siracusana" ospitato dentro lo stesso museo.

L'associazione Vaccaro-Mauceri mette insieme i cognomi di due famiglie legate alla tradizione dei pupari siracusani; i fratelli Mauceri, i quali si occupano anche della gestione del Teatro dei Pupi di Siracusa, dal 1995 portano in scena la tradizione siciliana dell'opera dei pupi, che va ricordato dal 2001 è stata dichiarata dall'UNESCO, patrimonio orale e immateriale dell'umanità, mentre precedentemente, dal 1978, tale tradizione in città era portata avanti dai fratelli Vaccaro.

## Il museo
Il museo aretuseo ripercorre la storia dei pupari siracusani, mostrando ai visitatori tutto ciò che riguarda l'arte dei pupi siciliani.

La struttura ospita:
- una biblioteca contenente fino ad oggi oltre 200 volumi sul teatro dei pupi e sulla storia di Siracusa;
- una videoteca contenente le registrazioni in formato videocassetta e DVD degli spettacoli realizzati dai fratelli Vaccaro, ospita inoltre interviste e filmati sull'opra dei pupi;
- una audioteca con oltre 150 CD musicali con i brani utilizzati durante le rappresentazioni dell'opera dei pupi;
- una emeroteca contenente riviste, cartoline e materiale di vario genere sull'opera dei pupi.

Il museo organizza inoltre visite guidate sul materiale al suo interno, visite guidate ai laboratori di costruzione e visite guidate dietro le quinte del teatro. Organizza anche spettacoli di pupi siciliani, mostre e convegni d'approfondimento.

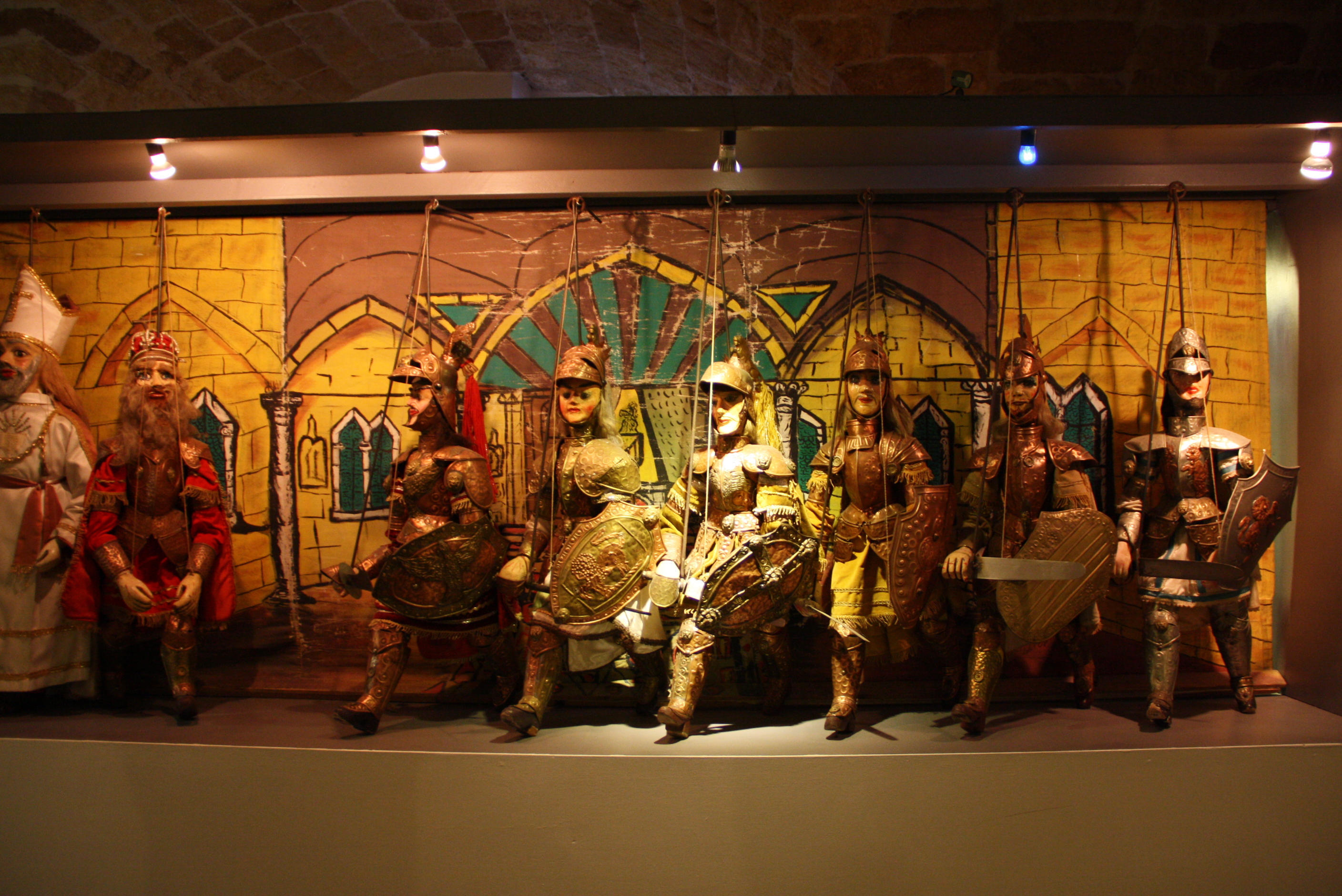
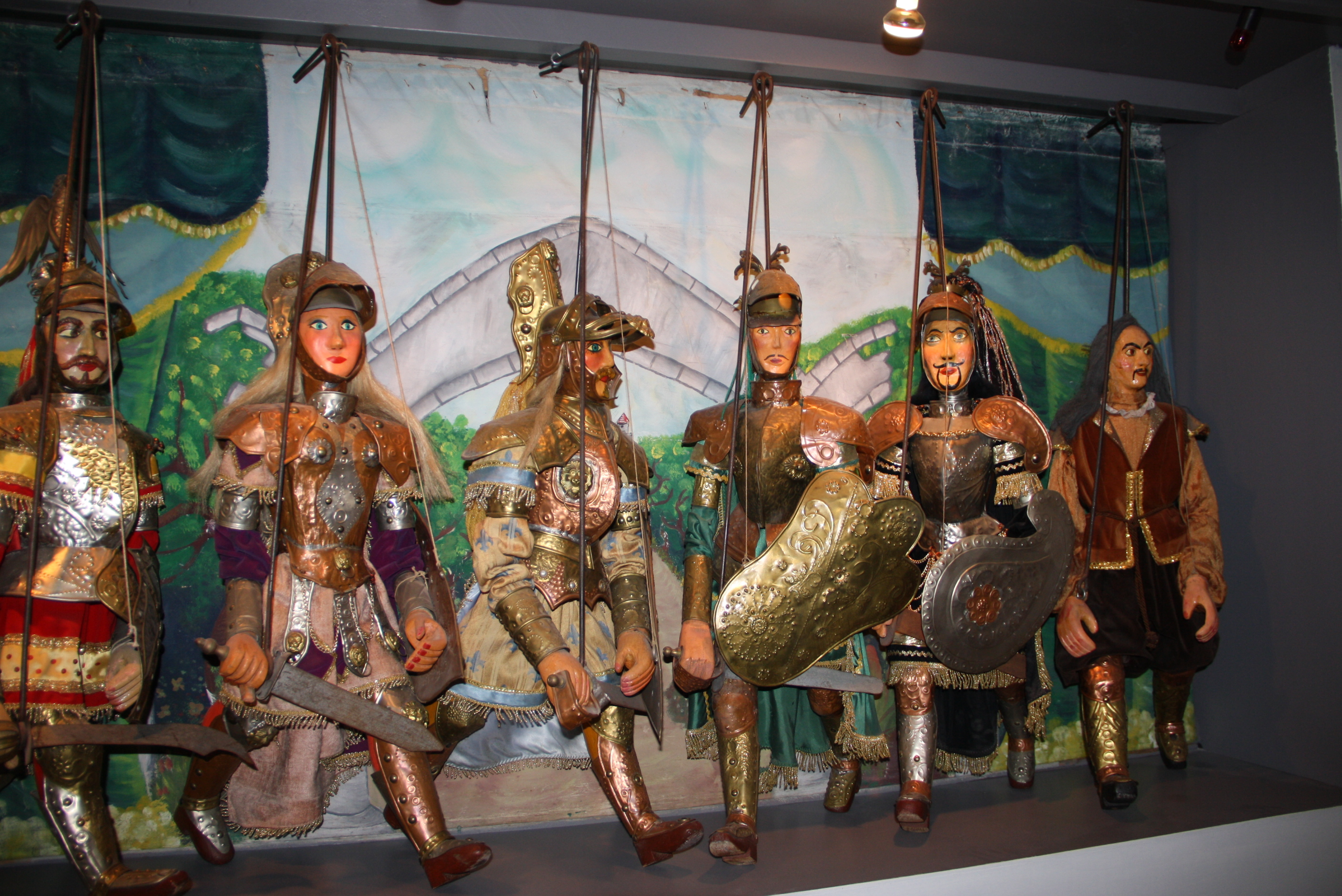
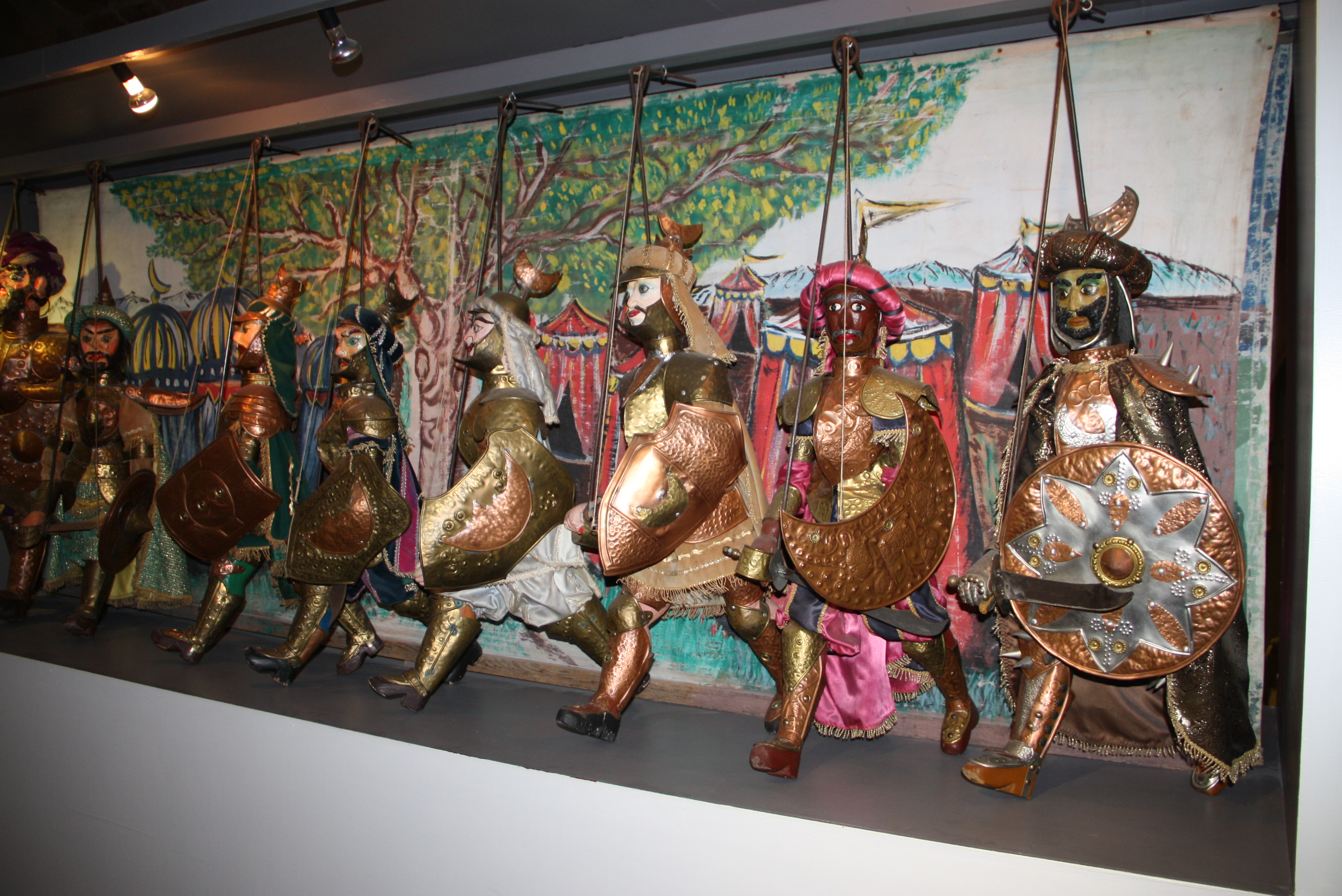
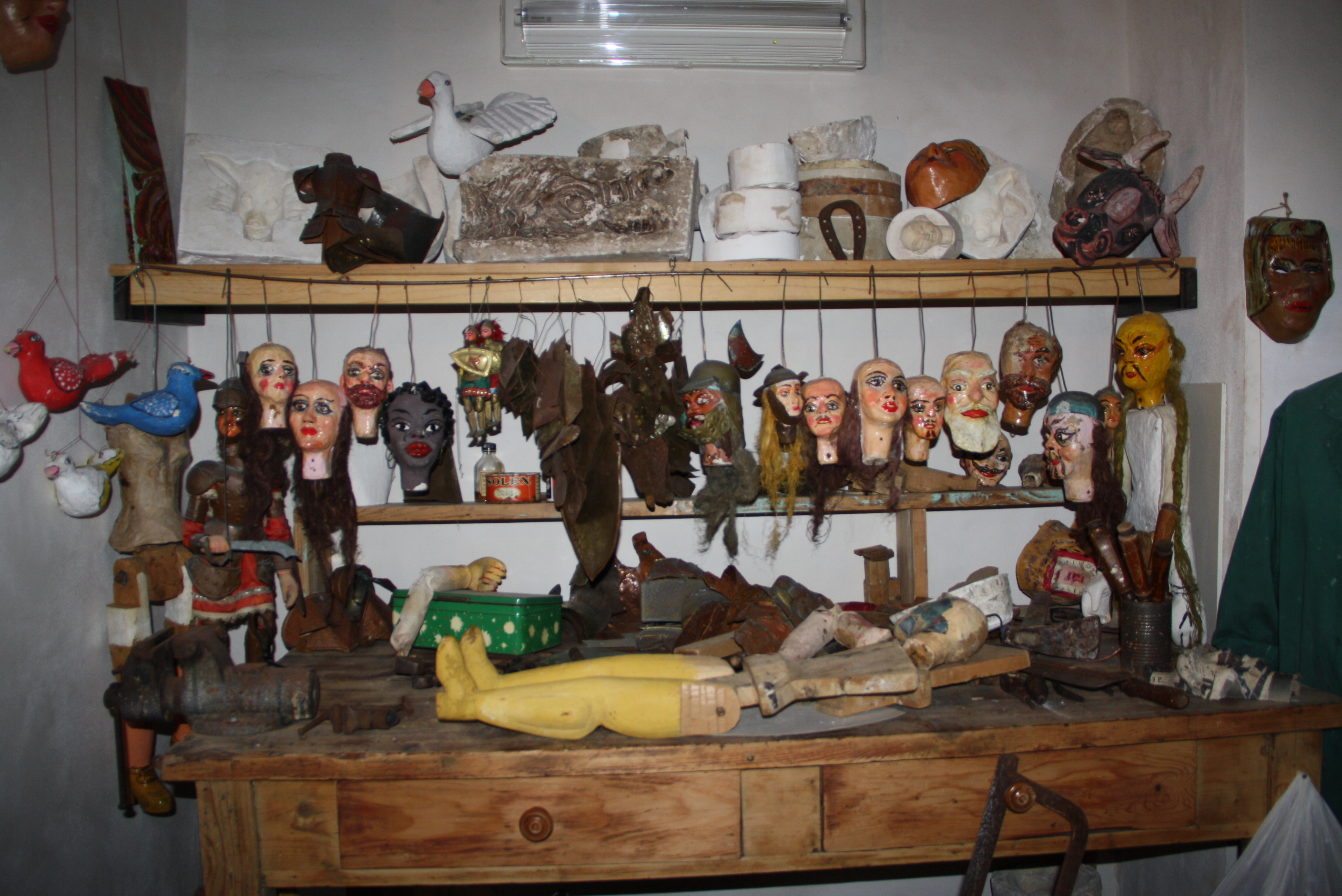
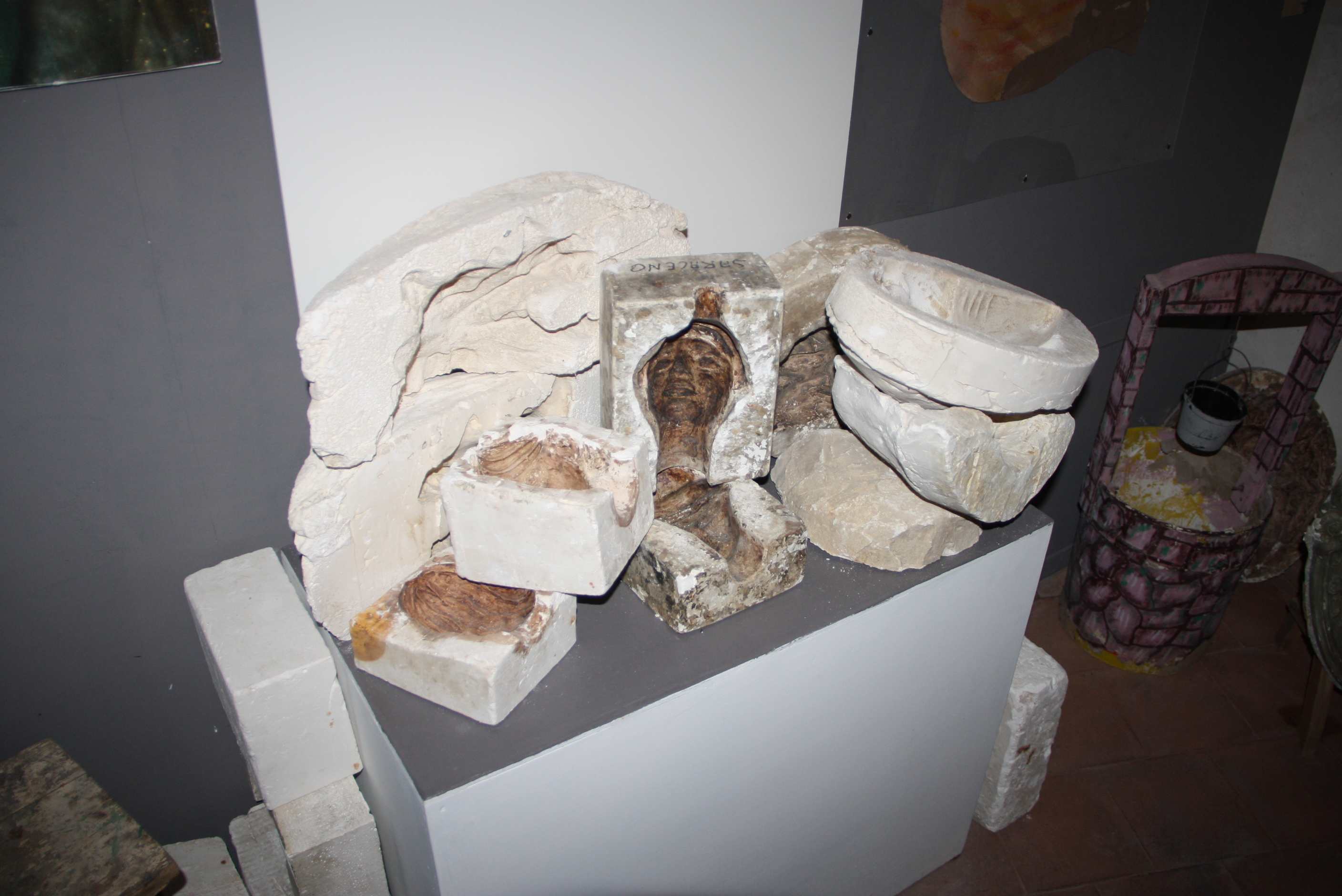
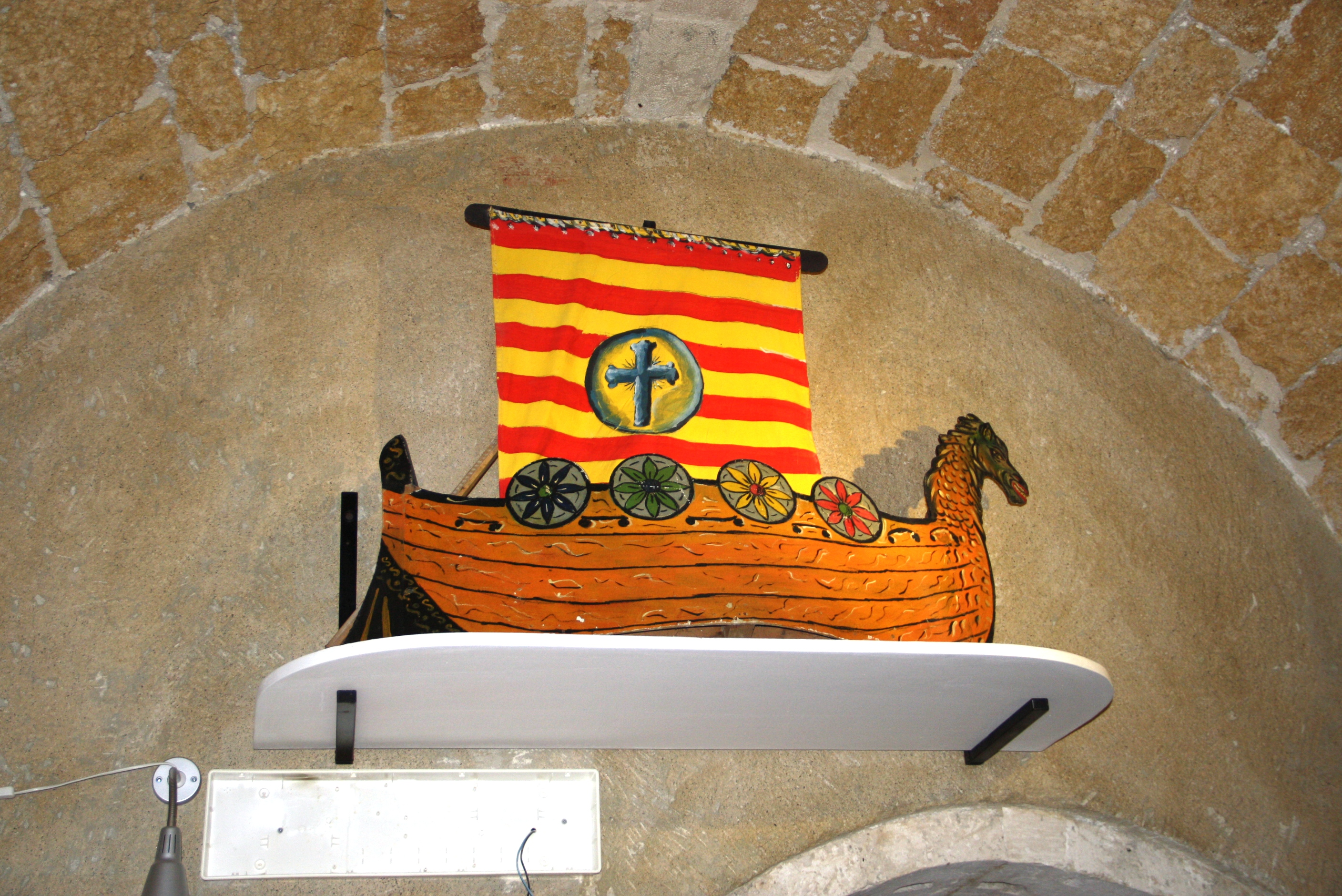

## Il Centro studi sull'opra siracusana
È situato all'interno del museo, voluto da Alfredo Mauceri, per dare supporto a tutti gli studiosi, studenti e curiosi sull'argomentazione dell'opera dei pupi.

Ordina patrimonio cartaceo e documentazione appartenuta ai fratelli Vaccaro, che negli anni si è arricchita di nuovo materiale acquisito dall'associazione, tra cui libri antichi e manoscritti.

Il responsabile del museo, Umberto Mauceri, si è occupato della catalogazione di tali documenti, rendendo semplice una loro consultazione.

Lo scopo del centro studi è quello, oltre che di informazione, anche di pubblicazione di saggi, libri e dispense al fine di aiutare gli studiosi e far conoscere al meglio la tradizione dell'opera dei pupi, nello specifico quella siracusana.

Data la preziosità della documentazione, l'ingresso a tale zona è subordinato a specifiche richieste in cui dovranno essere specificate le motivazioni e il materiale richiesto per la consultazione che avverrà all'interno del museo.